# Łukasz Dudek
Łukasz Dudek (ur. 2 grudnia 1983) – polski wspinacz. W lutym 2009 r. jako pierwszy polski wspinacz poprowadził drogę wspinaczkową o trudności 9a za granicą („Martin Krpan” na Mišji Peč w Słowenii). W sierpniu 2020 r. dokonał piątego przejścia w stylu klasycznym 550-metrowej drogi Pan Aroma trudności 8c na Cima Ovest w Dolomitach. Było to pierwsze samotne przejście klasyczne tej drogi. W listopadzie 2015 dokonał pierwszego przejścia Obsesji, pierwszego w Polsce problemu bulderowego dla którego zaproponowano stopień trudności 8C. Wicemistrz Polski w prowadzeniu z 2013.

## Ważniejsze wspinaczki

### Wspinanie wielowyciągowe
- End of Silence(inne języki) X+ (8b+), Alpy Berchtesgadeńskie, Niemcy, sierpień 2013 (w zespole z Jackiem Matuszkiem)[6]
- Des Kaisers neue Kleider(inne języki) X+ (8b+), Wilden Kaiser, Niemcy, sierpień 2014 (w zespole z Jackiem Matuszkiem)[7]
- Silbergeier(inne języki) X+ (8b+), Rätikon, Szwajcaria, sierpień 2015[8]
- Brento Centro 8c 1000m, Monte Brento(inne języki), Włochy, czerwiec 2015, drugie przejście (w zespole z Jackiem Matuszkiem)[9]
- Bellavista(inne języki) 8c 500m, Dolomity, Włochy, sierpień 2015 (w zespole z Jackiem Matuszkiem)[10]
- Project Fear 8c 550m, Dolomity, Włochy, sierpień 2017, trzecie przejście (w zespole z Jackiem Matuszkiem)[11]
- Tortour 8c, Hochschwabgruppe, Austria, czerwiec 2019, drugie przejście, samotnie[12]
- Jet Stream X-/X (8b), Tatry, Polska, wrzesień 2019, czwarte przejście[13]
- Pan Aroma(inne języki) 8c, Dolomity, Włochy, sierpień 2020, piąte przejście, samotnie[3]

### Wspinanie sportowe
Łukasz Dudek pokonał 20 dróg wspinaczkowych o trudnościach 9a. Wybrane przejścia:
- Martin Krpan 9a, Mišja Peč, Słowenia, luty 2009, pierwsze polskie przejście drogi 9a za granicą[2]
- Made in Poland VI.8, Podzamcze, Polska, pierwsze przejście
- Utyje szarańcza VI.8, Czarnorzeki, Polska, pierwsze przejście

### Bouldering
- Obsesja, 8C, Kusięta, Polska, listopad 2015, pierwsze przejście[4]

## Nagrody
Laureat Nagrody Środowisk Wspinaczkowych „Jedynka” w 2010r (za wytyczenie drogi Made in Poland VI.8 i przejście Ali Hulk 9a). Wyróżniony (wspólnie z Jackiem Matuszkiem) w konkursie Kolosów w 2018 (za konsekwencję w wyszukiwaniu celów i wytyczenie nowej drogi „Premiere” na Cima Grande w Dolomitach). Za samotne przejście drogi Tortour 8c został nagrodzony Krakowską Nagrodą Górską ("wyczyn roku) oraz wyróżnieniem w konkursie Kolosów w 2020.